# Carrillo Puerto (Campeche)
Carrillo Puerto es una localidad del estado mexicano de Campeche. Es parte del municipio de Champotón.
La localidad tiene el título de Junta Municipal y abarca las localidades de: Carrillo Puerto, Pixoyal, Cinco de Febrero, Miguel Colorado, Chac Chaito, Yohaltún, Módulo Nuevo Paraíso, Miguel Allende, Chilam Balam, Ignacio López Rayon, Kukulkan, Ah Kim Pech, La Providencia y Moch Cohuo.

## Toponimia
El nombre de la localidad rinde homenaje a Felipe Carrillo Puerto, político y periodista.

## Demografía
| Gráfica de evolución demográfica |
|                                  |

| Censo | Población |
| ----- | --------- |
| 1990  | 2 658     |
| 2000  | 2 792     |
| 2010  | 2 829     |
| 2020  | 2 934     |